# Yelena Mikulich
Yelena Mikulich –en bielorruso, Елена Микулич– (Minsk, URSS, 21 de febrero de 1977) es una deportista bielorrusa que compitió en remo.
Participó en los Juegos Olímpicos de Atlanta 1996, obteniendo una medalla de bronce en la prueba de ocho con timonel. Ganó una medalla de oro en el Campeonato Mundial de Remo de 1999, en el cuatro sin timonel.

## Palmarés internacional
| Juegos Olímpicos   | Juegos Olímpicos         | Juegos Olímpicos  | Juegos Olímpicos   |
| Año                | Lugar                    | Medalla           | Prueba             |
| ------------------ | ------------------------ | ----------------- | ------------------ |
| 1996               | Atlanta (Estados Unidos) | Medalla de bronce | Ocho con timonel   |
| Campeonato Mundial |                          |                   |                    |
| Año                | Lugar                    | Medalla           | Prueba             |
| 1999               | St. Catharines (Canadá)  | Medalla de oro    | Cuatro sin timonel |